# Hidrolasa serina
La superfamília hidrolasa serina (en anglès: serine hydrolase) és una de les famílies més grans d'enzims conegudes, consta aproximadament de 200 enzims o l'1% dels gens en el proteoma humà. Una característica que defineix la superfamília és la presència d'una serina en un lloc actiu nucleofílic que es fa servir per a la hidròlisi de substrats bioquímics. Aquesta família inclou: Serines proteases, incloent-hi tripsina, quimotripsina, i subtilisina; lipases extracel·lulars, incloent-hi les lipases pancreàtiques, hepàtiques, gàstriques, endotèliques i lipoprotiques; lipases intracel·lulars; colinesterases; tioesterases; algunes fosofolipases; hidrolases de proteïna i glucà; algunes amidases; i algunes peptidases.